# Fuchsia perscandens
Fuchsia perscandens är en dunörtsväxtart som beskrevs av Leonard C. Cockayne och Allan. Fuchsia perscandens ingår i släktet fuchsior, och familjen dunörtsväxter. Inga underarter finns listade i Catalogue of Life.